# Gräf & Stift C 12

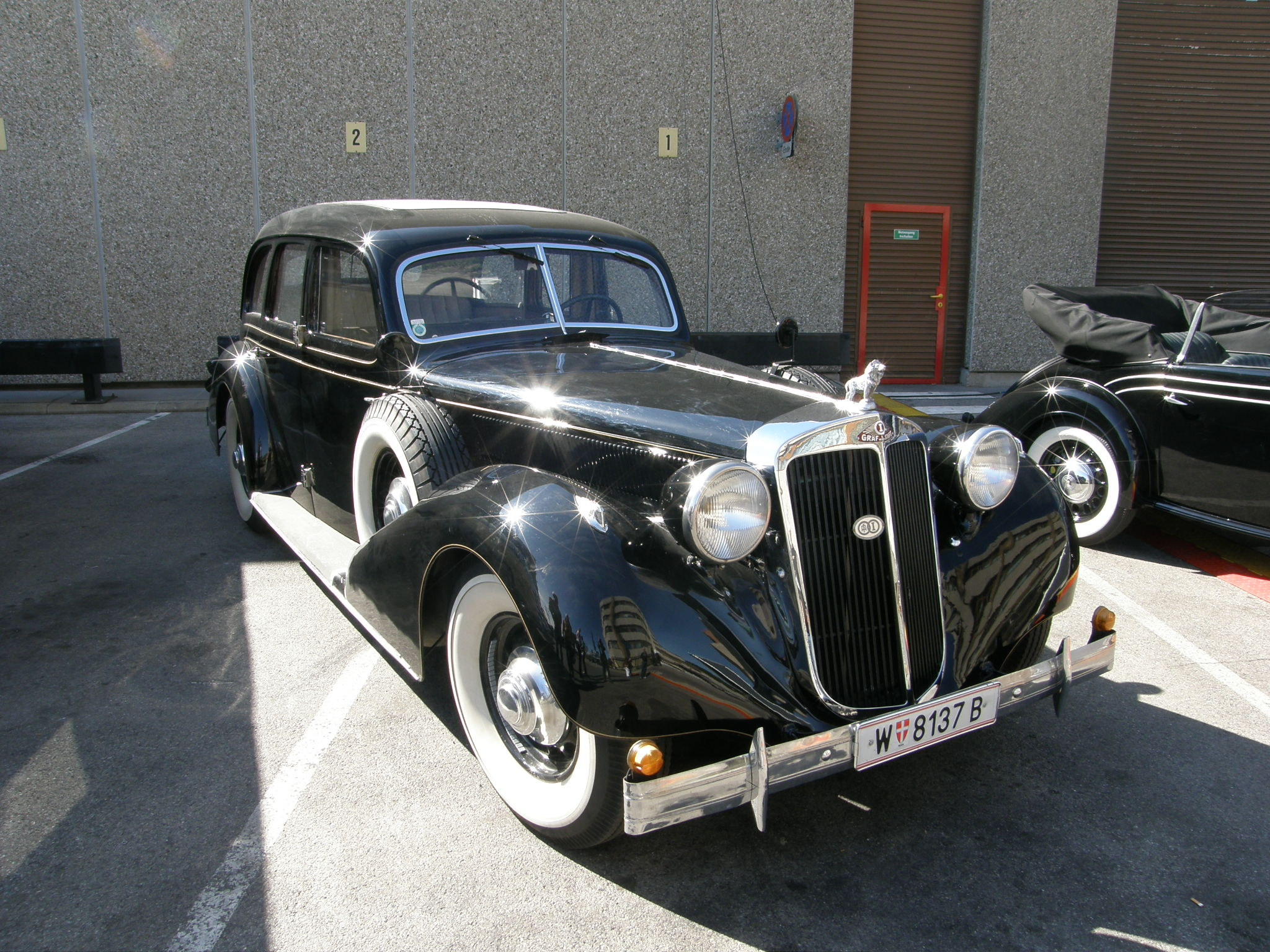
Gräf & Stift C 12

Gräf & Stift C 12 був 12-циліндровим автомобілем люкс-класу австрійської компанії Gräf & Stift, що спеціалізувалась на виготовленні престижних авто. Модель виготовили 1938 у одному екземплярі-прототипі з кузовом пульман-лімузин. С12 був останньою моделлю легкового авто компанії.

## Історія
Автомобілю C 12 відводилась роль головної моделі компанії, яка мала стати репрезентаційним автомобілем австрійського уряду. На нього планували встановлювати американський 12-циліндровий мотор Lincoln потужністю 110 к.с., що дозволяв розвивати швидкість 125 км/год. Його доповнювала 4-ступенева коробка передач ZF. Через анексію Австрії Німеччиною серійне виробництво не розпочалось.
Єдиний Gräf & Stift C 12 поступив у розпорядження останнього довоєнного канцлера Австрії Курта Шушніга. Автомобіль дійшов до нашого часу.

### Технічні дані Gräf & Stift C 12
|                    |                         |
| Розміри            | Параметри               |
| Роки випуску:      | 1938                    |
| Колісна база:      | 3520 мм                 |
| Виготовлено:       | 1                       |
| Маса порожнього:   | 2500 кг                 |
| Мотор              | V12 Flathead Lincoln    |
| Потужність мотора: | 110 к.с. при 3500 об/хв |
| Об'єм мотора       | 4036 см³, 97мм×95мм     |
| Трансмісія:        | 4-ступінчаста механічна |
| Швидкість:         | 125 км/год.             |
| Витрата пального:  | 25 л на 100 км          |